# オグロスナギツネ
オグロスナギツネ（Vulpes pallida）は、哺乳綱ネコ目（食肉目）キツネ属に分類される食肉類。

## 分布
エチオピア、エリトリア、カメルーン、ガンビア、スーダン、セネガル、チャド、ナイジェリア、ニジェール、ブルキナファソ、ベナン、マリ共和国、モーリタニア、リビア
模式標本の産地（模式産地）はコルドファン。

## 形態
体長40 - 47センチメートル。尾長27 - 35センチメートル。体高25センチメートル。体重1.5 - 3.6キログラム。全身は短い体毛で被われる。背面の毛衣は淡黄褐色や淡橙褐色で、黒い体毛が混じる個体もいる。尾基部や先端の毛衣は黒い。
耳介内側の毛衣は白い。鼻面は短い。眼の周囲に黒い斑紋が入り、眼の内側から口唇にかけても黒い斑紋が入る。
出産直後の幼獣は体重50 - 100グラム。

## 分類
2005年現在は5亜種に分ける説もある。
- Vulpes pallida pallida (Cretzschmar, 1826)
- Vulpes pallida cyrenaica Festa, 1921
- Vulpes pallida edwardsi Rochebrune, 1883
- Vulpes pallida harterti Thomas & Hinton, 1921
- Vulpes pallida oertzeni (Matschie, 1910)

## 生態
荒地やサバンナと森林の移行帯などに生息する。夜行性。家族群を形成して生活すると考えられている。10 - 15メートルに達する巣穴を掘って生活し、巣穴の中には乾燥した植物などを敷く。
食性は雑食で、小型哺乳類、鳥類やその卵、爬虫類、昆虫、植物質などを食べる。
繁殖形態は胎生。妊娠期間は51 - 53日。3 - 6頭の幼獣を産む。授乳期間は6 - 8週間。生後1年で性成熟すると考えられている。

## 人間との関係
家禽を食害することがある。スーダンでは肉が喘息の薬になると信じられている。
ドゴン族の神話では、神の使者、混沌の化身・砂漠のトリックスターの神とされる。
石油や天然ガスの採掘、交通事故などが懸念されているが、確認されている限りでは生息数が大きく変動するような影響はないと考えられている。